# Кобиляки-Чажасте
Кобиляки-Чажасте (пол. Kobylaki-Czarzaste) — село в Польщі, у гміні Єднорожець Пшасниського повіту Мазовецького воєводства.
Населення — 57 осіб (2011).
У 1975-1998 роках село належало до Остроленцького воєводства.

## Демографія
Демографічна структура станом на 31 березня 2011 року:
|          | Загалом | Допрацездатний вік | Працездатний вік | Постпрацездатний вік |
| -------- | ------- | ------------------ | ---------------- | -------------------- |
| Чоловіки | 24      | 4                  | 16               | 4                    |
| Жінки    | 33      | 9                  | 14               | 10                   |
| Разом    | 57      | 13                 | 30               | 14                   |